# Warzecha
Warzecha (Aussprache nach IPA: vaˈʐɛ.xa) ist ein polnischer Familienname.

## Herkunft und Bedeutung
Der Name Warzecha ist slawischen Ursprungs und bedeutet wörtlich „Kochlöffel“. Er ist damit entweder eine indirekte Berufsbezeichnung der ersten Namensträger (Löffler, Löffelsender, Koch) oder aber eine Angleichung eines älteren vorbestehenden Namens (z. B. patronymische Form zu Warsz).

## Geschichte
Frühe historische Belege des Namens in Oberschlesien sind:
- 1414 Clemens Warzecha de Proszouice (erwähnt als Scabinus, d. h. ehrenamtlicher Richter)
- 1440 Jan Warzecha de Lubosza
- 1460 Jan Warszecha
- 1500 Jacob Warzecha
- 1635 Jan Warzecha, Lobkowitz.[2]

Ab dem Vorhandensein von Kirchenbucheinträgen (17. Jahrhundert) lassen sich mehrere landsässige Linien dokumentieren, so z. B. in Groß Döbern, Rosenberg, Leschnitz und Pleß.

## Verbreitung
Besonders häufig kommt der Name heute wie auch schon in frühen Kirchenbucheinträgen im Oppelner Land vor. Durch die Angliederung Schlesiens an das Königreich Preußen sind viele Namensträger in westlichere Bereiche des Deutschen Reiches abgewandert. So sind heute auf dem Gebiet der Bundesrepublik Deutschland die meisten Menschen mit Nachnamen Warzecha im Raum Berlin sowie weiter nördlich im Landkreis Mecklenburgische Seenplatte in Mecklenburg-Vorpommern zu finden. In Polen sind allgemein die meisten Namensträger in der Woiwodschaft Schlesien (d. h. im östlichen Oberschlesien, nicht in der Woiwodschaft Opole) und in Kleinpolen zu finden.

## Namensträger
- Heinz Warzecha  (1930–2007), deutscher Politiker (SED), Generaldirektor des VEB Werkzeugmaschinenkombinat Berlin[4]
- Heribert Warzecha (* 1968), deutscher Hochschullehrer und seit 1. Januar 2020 Vizepräsident der Technischen Universität Darmstadt[5]
- Jan Marek Warzecha (* 1959), polnischer Politiker und Unternehmer, Parlamentsabgeordneter seit 2010
- Leopold Warzecha (* 1955), polnischer Hockey-Nationalspieler
- Łukasz Warzecha (* 1975), polnischer Journalist
- Magdalena Warzecha (* 1970), polnische Schauspielerin
- Saskia Warzecha (* 1987), deutsche Lyrikerin
- Walter Warzecha (1891–1956), deutscher Generaladmiral